# Ksenia Moskvina
Pour les articles homonymes, voir Moskvina.
Ksenia Leonidovna Moskvina (en russe : Ксения Леонидовна Москвина), née le 29 mai 1989 à Tcheliabinsk est une nageuse russe, spécialiste des épreuves de dos. 

## Carrière
Ses débuts internationaux ont lieu à l'occasion des Mondiaux en petit bassin 2008, avant une participation aux Jeux olympiques de Pékin où elle se classe 14e du 100 m et nage les séries du relais 4 × 100 m quatre nages. En 2009, elle remporte le titre européen en petit bassin du 100 m dos à Istanbul, en battant le record d'Europe en 56 s 36.
En mars 2013, elle reçoit une suspension de six ans de la part de la fédération russe pour une nouvelle violation des règles antidopage.

## Palmarès

### Championnats d'Europe

#### En petit bassin
- Championnats d'Europe 2009 à Istanbul (Turquie) :
  -  Médaille d'or du 100 m dos
  -  Médaille de bronze du 50 m dos
  -  Médaille de bronze au titre du relais 4 × 50 m quatre nages

- Championnats d'Europe 2011 à Szczecin (Pologne) :
  -  Médaille d'argent au titre du relais 4 × 50 m nage libre[3]